# Christian Gálvez
Christian del Tránsito Gálvez Núñez (* 9. Dezember 1979 in Machalí) ist ein ehemaliger chilenischer Fußballspieler auf der Position eines Abwehrspielers.

## Karriere
Christian Gálvez begann seine Profikarriere 1999 beim CD O’Higgins, für den er bereits in der Jugend gespielt hatte. Danach spielte der Linksfuß für verschiedene Vereine der chilenischen Primera División, darunter auch Topklubs wie Rekordmeister CSD Colo-Colo. 2008 stieg Gálvez mit den Rangers de Talca aus der höchsten Spielklasse ab und ging mit dem Team in die Primera B. Dort ließ er anschließend bei Curicó Unido und dem CD Magallanes seine Spielerkarriere ausklingen, die er 2013 beendete.